# Allograpta exotica
Allograpta exotica là một loài ruồi trong họ Ruồi giả ong (Syrphidae). Loài này được Wiedemann mô tả khoa học đầu tiên năm 1830. Allograpta exotica phân bố ở miền Tân bắc